# Oligia aerata
Oligia aerata är en fjärilsart som beskrevs av Eugen Johann Christoph Esper 1790. Oligia aerata ingår i släktet Oligia och familjen nattflyn. Inga underarter finns listade i Catalogue of Life.